# Knieberg (Unkeroda)
Der Knieberg ist ein 375,6 m hoher Berg bei Wolfsburg-Unkeroda im Wartburgkreis in Thüringen.
Der Knieberg befindet sich im Eltetal auf der Südseite des Thüringer Waldes. Auf der Ostseite des Knieberges befinden sich mehrere Pingen, Halden und Stollenreste des frühneuzeitlichen Kupferschieferbergbaus bei Unkeroda. Am Fuß des Knieberges befand sich die Schmelzhütte Attchenbach. Die letzte Bergbautätigkeit wurde erst 1858 durch die „Sächsisch-Thüringische Hütten- und Bergbaugesellschaft“ eingestellt.Ines Spazier, Thomas Grasselt, Roland Geyer: Wartburgkreis, Süd. Hrsg.: Thüringisches Landesamt für Archäologische Denkmalpflege (= Archäologischer Wanderführer Thüringen. Nr. 12). Beier & Beran, Weimar 2011, ISBN 978-3-941171-41-1.